# Copa do Mundo de Ginástica Rítmica de 2025
O circuito Copa do Mundo da FIG de Ginástica Rítmica de 2025 é uma série de competições oficialmente organizadas e promovidas pela Federação Internacional de Ginástica.

## Calendário
| Copa do Mundo    |                           |          |                     |
| Data             | Evento                    | Local    | Tipo                |
| 04 a 06 de abril | Copa do Mundo FIG de 2025 | Sófia    | Individual e grupos |
| 18 a 20 de abril | Copa do Mundo FIG de 2025 | Baku     | Individual e grupos |
| 25 a 27 de abril | Copa do Mundo FIG de 2025 | Tashkent | Individual e grupos |
| 18 a 20 de julho | Copa do Mundo FIG de 2025 | Milan    | Individual e grupos |

| Copa do Mundo Challenge |                              |             |                     |
| 09 a 11 de maio         | FIG World Challenge Cup 2025 | Portimão    | Individual e grupos |
| 25 a 27 de julho        | FIG World Challenge Cup 2025 | Cluj Napoca | Individual e grupos |

## Medalhistas

### Geral

#### Individual
| Competições             | Ouro                | Prata               | Bronze            |
| ----------------------- | ------------------- | ------------------- | ----------------- |
| Copa do Mundo           |                     |                     |                   |
| Sófia                   | Taisiia Onofriichuk | Stiliana Nikolova   | Takhmina Ikromova |
| Baku                    | Sofia Raffaeli      | Taisiia Onofriichuk | Stiliana Nikolova |
| Tashkent                | Takhmina Ikromova   | Darja Varfolomeev   | Liliana Lewinska  |
| Milão                   |                     |                     |                   |
| Copa do Mundo Challenge |                     |                     |                   |
| Portimão                | Alina Harnasko      | Rin Keys            | Eva Brezalieva    |
| Cluj Napoca             |                     |                     |                   |

#### Grupo
| Competições             | Ouro     | Prata       | Bronze  |
| ----------------------- | -------- | ----------- | ------- |
| Copa do Mundo           |          |             |         |
| Sófia                   | Espanha  | Japão       | Polónia |
| Baku                    | Bulgária | China       | Ucrânia |
| Tashkent                | Polónia  | Uzbequistão | China   |
| Milão                   |          |             |         |
| Copa do Mundo Challenge |          |             |         |
| Portimão                | Brasil   | Espanha     | França  |
| Cluj Napoca             |          |             |         |

### Aparelhos

#### Arco
| Competições             | Ouro                | Prata                 | Bronze           |
| ----------------------- | ------------------- | --------------------- | ---------------- |
| Copa do Mundo           |                     |                       |                  |
| Sófia                   | Stiliana Nikolova   | Taisiia Onofriichuk   | Sofia Raffaeli   |
| Baku                    | Taisiia Onofriichuk | Vera Tugolukova       | Anastasiia Salos |
| Tashkent                | Takhmina Ikromova   | Anastasiya Sarantseva | Daria Grokhotova |
| Milão                   |                     |                       |                  |
| Copa do Mundo Challenge |                     |                       |                  |
| Portimão                | Alina Harnasko      | Anastasiia Salos      | Megan Chu        |
| Cluj Napoca             |                     |                       |                  |

#### Bola
| Competições             | Ouro              | Prata               | Bronze                |
| ----------------------- | ----------------- | ------------------- | --------------------- |
| Copa do Mundo           |                   |                     |                       |
| Sófia                   | Stiliana Nikolova | Alina Harnasko      | Takhmina Ikromova     |
| Baku                    | Vera Tugolukova   | Taisiia Onofriichuk | Alina Harnasko        |
| Tashkent                | Darja Varfolomeev | Takhmina Ikromova   | Anastasiya Sarantseva |
| Milão                   |                   |                     |                       |
| Copa do Mundo Challenge |                   |                     |                       |
| Portimão                | Alina Harnasko    | Rin Keys            | Viktoria Steinfeld    |
| Cluj Napoca             |                   |                     |                       |

#### Maças
| Competições             | Ouro                | Prata                 | Bronze              |
| ----------------------- | ------------------- | --------------------- | ------------------- |
| Copa do Mundo           |                     |                       |                     |
| Sófia                   | Taisiia Onofriichuk | Takhmina Ikromova     | Eva Brezalieva      |
| Baku                    | Darja Varfolomeev   | Stiliana Nikolova     | Taisiia Onofriichuk |
| Tashkent                | Darja Varfolomeev   | Anastasiya Sarantseva | Takhmina Ikromova   |
| Milão                   |                     |                       |                     |
| Copa do Mundo Challenge |                     |                       |                     |
| Portimão                | Alina Harnasko      | Rin Keys              | Lucía González      |
| Cluj Napoca             |                     |                       |                     |

#### Fita
| Competições             | Ouro                | Prata               | Bronze             |
| ----------------------- | ------------------- | ------------------- | ------------------ |
| Copa do Mundo           |                     |                     |                    |
| Sófia                   | Taisiia Onofriichuk | Liliana Lewinska    | Rin Keys           |
| Baku                    | Darja Varfolomeev   | Taisiia Onofriichuk | Tara Dragas        |
| Tashkent                | Darja Varfolomeev   | Takhmina Ikromova   | Anastasia Simakova |
| Milão                   |                     |                     |                    |
| Copa do Mundo Challenge |                     |                     |                    |
| Portimão                | Alina Harnasko      | Lucía González      | Anastasiia Salos   |
| Cluj Napoca             |                     |                     |                    |

#### 5 Fitas
| Competições             | Ouro     | Prata   | Bronze         |
| ----------------------- | -------- | ------- | -------------- |
| Copa do Mundo           |          |         |                |
| Sófia                   | Bulgária | Japão   | Polónia        |
| Baku                    | China    | Israel  | Cazaquistão    |
| Tashkent                | China    | Polónia | Cazaquistão    |
| Milão                   |          |         |                |
| Copa do Mundo Challenge |          |         |                |
| Portimão                | Brasil   | Espanha | Estados Unidos |
| Cluj Napoca             |          |         |                |

#### 3 Bolas e 2 Arcos
| Competições             | Ouro    | Prata          | Bronze      |
| ----------------------- | ------- | -------------- | ----------- |
| Copa do Mundo           |         |                |             |
| Sófia                   | Espanha | Uzbequistão    | Japão       |
| Baku                    | Japão   | China          | Bulgária    |
| Tashkent                | Polónia | China          | Uzbequistão |
| Milão                   |         |                |             |
| Copa do Mundo Challenge |         |                |             |
| Portimão                | Brasil  | Estados Unidos | Espanha     |
| Cluj Napoca             |         |                |             |

## Quadro geral de medalhas
| Pos.                | País                        | Ouro | Prata | Bronze | Total |
| ------------------- | --------------------------- | ---- | ----- | ------ | ----- |
| 1                   | Atletas Neutros Autorizados | 5    | 2     | 4      | 11    |
| 2                   | Alemanha                    | 5    | 1     | 2      | 8     |
| 3                   | Ucrânia                     | 4    | 4     | 2      | 10    |
| 4                   | Bulgária                    | 4    | 2     | 4      | 10    |
| 5                   | Brasil                      | 3    | 0     | 0      | 3     |
| 6                   | Uzbequistão                 | 2    | 7     | 5      | 14    |
| 7                   | Espanha                     | 2    | 3     | 2      | 7     |
| 8                   | China                       | 2    | 3     | 1      | 6     |
| 9                   | Polónia                     | 2    | 2     | 3      | 7     |
| 10                  | Japão                       | 1    | 2     | 1      | 4     |
| 11                  | Chipre                      | 1    | 1     | 0      | 2     |
| 12                  | Itália                      | 1    | 0     | 2      | 3     |
| 13                  | Estados Unidos              | 0    | 4     | 3      | 7     |
| 14                  | Israel                      | 0    | 1     | 0      | 1     |
| 15                  | Cazaquistão                 | 0    | 0     | 2      | 2     |
| 16                  | França                      | 0    | 0     | 1      | 1     |
| Total (16 entradas) | Total (16 entradas)         | 32   | 32    | 32     | 96    |